# Bernd Schmidbauer

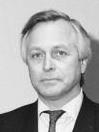
Bernd Schmidbauer (1989)

Bernd Schmidbauer (* 29. Mai 1939 in Pforzheim) ist ein ehemaliger deutscher Politiker (CDU).
Er war von Januar bis Dezember 1991 Parlamentarischer Staatssekretär beim Bundesminister für Umwelt, Naturschutz und Reaktorsicherheit und von 1991 bis 1998 als Staatsminister beim Bundeskanzler der Beauftragte für die Nachrichtendienste des Bundes.

## Leben und Beruf
Nach dem Abitur 1959 absolvierte Schmidbauer ein Lehramtsstudium der Fächer Physik, Chemie und Biologie an der Technischen Hochschule Karlsruhe und Universität Heidelberg, welches er 1967 mit der wissenschaftlichen und 1969 mit der pädagogischen Prüfung beendete. Anschließend war er als Lehrer am Boxberg-Gymnasium in Heidelberg, zuletzt als Studiendirektor tätig.
Nach Recherchen von SWR und der Welt geriet er während der Wirecard-Pleite in die Schlagzeilen und ist 2022/23 als Lobbyist für Spionagesoftware-Hersteller Intellexa bei Bundesbehörden tätig.
Bernd Schmidbauer ist verheiratet und hat drei Kinder.

## Partei
Schmidbauer war von 1981 bis Juli 2003 Vorsitzender des CDU-Kreisverbandes Rhein-Neckar. Er wurde in diesem Amt durch Georg Wacker abgelöst.

## Abgeordneter
Von 1971 bis 1989 gehörte Schmidbauer dem Kreistag des Rhein-Neckar-Kreises an und war hier seit 1976 Vorsitzender der CDU-Fraktion.
Von 1983 bis 2009 war er Mitglied des Deutschen Bundestages. Hier war er von 1987 bis 1990 Vorsitzender der Enquête-Kommission Vorsorge zum Schutz der Erdatmosphäre. Daneben leitete er von 1988 bis 1990 die Arbeitsgruppe Umwelt, Naturschutz und Reaktorsicherheit der CDU/CSU-Bundestagsfraktion.
Er gehörte ab Dezember 2002 dem Parlamentarischen Kontrollgremium (PKG) an und war ab Januar 2006 Beisitzer im Vorstand der CDU/CSU-Bundestagsfraktion.
Bernd Schmidbauer ist stets als direkt gewählter Abgeordneter des Wahlkreises Rhein-Neckar in den Bundestag eingezogen. Bei der Bundestagswahl 2005 erreichte er hier 47,4 % der Erststimmen. Am 28. April 2008 gab Schmidbauer bekannt, bei der kommenden Bundestagswahl nicht mehr zu kandidieren.

## Öffentliche Ämter
Am 24. Januar 1991 wurde Schmidbauer als Parlamentarischer Staatssekretär beim Bundesminister für Umwelt, Naturschutz und Reaktorsicherheit in die von Bundeskanzler Helmut Kohl geführte Bundesregierung berufen. Schon am 18. Dezember 1991 wechselte er als Staatsminister beim Bundeskanzler in das Bundeskanzleramt. Hier war er Beauftragter für die Nachrichtendienste des Bundes (Bundesnachrichtendienst, Bundesamt für Verfassungsschutz, Militärischer Abschirmdienst).
Wegen seiner Neigung, selber auf dem Aufgabengebiet der Geheimdienste tätig zu werden, bekam Schmidbauer den Spitznamen „008“ – eine Anspielung auf James Bond alias 007. So wurden 1992 zwei deutsche Geiseln im Libanon freigelassen; an den zähen Verhandlungen war Schmidbauer beteiligt. 1994 erreichte er die Freilassung des im Iran zum Tode verurteilten Deutschen Szimkus. Für Schlagzeilen sorgte Schmidbauers Rolle in der Plutonium-Affäre im Dezember 1995. Den Einsatz von Werner Mauss, der im Auftrag der Bundesregierung in Kolumbien die Freilassung von Geiseln der ELN-Guerilla verhandelte, rechtfertigte Schmidbauer als „humanitäre Notmaßnahme“. Schmidbauer „machte nie einen Hehl daraus, dass er die Titulierung ‚Agent 008‘ nicht ungern hörte“, berichtete die Presse im Jahr 2000.
Nach der Bundestagswahl am 27. September 1998 endete die Ära Kohl: SPD und Grüne schlossen eine Koalition (die erste rot-grüne Koalition auf Bundesebene) und wählten Gerhard Schröder (SPD) zum Bundeskanzler. Schmidbauer schied am 26. Oktober 1998 aus dem Amt.

## Nach der Pensionierung
Am 16. Mai 2006 teilte Schmidbauer mit, er lasse seine Mitarbeit im Parlamentarischen Kontrollgremium ruhen, bis die Vorwürfe gegen den BND in der so genannten Journalisten-Affäre aufgeklärt seien. Schmidbauer sagte, zum Teil falle die Bespitzelung von Journalisten in seine Zeit als Geheimdienstkoordinator. Er sagte auch, er habe „keine Kenntnisse von den Vorgängen, die Gegenstand heutiger Erörterungen sind“.
tagesschau.de schrieb am 12. Juni 2024, es gebe seit Jahren offene Fragen zu Kontakten von Schmidbauer in das Umfeld des mutmaßlichen russischen Spions Jan Marsalek. Die Staatsanwaltschaft Wien bestätigte dem SWR am gleichen Tag, dass gegen Schmidbauer ermittelt wird.

## Kabinette
- Kabinett Kohl IV – Kabinett Kohl V

## Auszeichnungen
- 1989: Bundesverdienstkreuz 1. Klasse
- 1996: Großes Silbernes Ehrenzeichen am Bande für Verdienste um die Republik Österreich[18]